# Đô đốc (Pháp)
Đô đốc (tiếng Pháp: Amiral) là một danh xưng và cấp bậc cao nhất hiện dịch cho đến thời điểm hiện tại trong Hải quân Pháp.

## Mô tả
Trong Hải quân Pháp, cấp bậc cao nhất của một sĩ quan hải quân có thể đạt được là Đề đốc (Vice-amiral). Trong trường hợp vị đề đốc được bổ nhiệm vào một số chức vụ nhất định, sẽ được nâng lên cấp bậc tương đương với cấp bậc Đại tướng trong Lục quân, Hiến binh quốc gia và Không quân. Cấp hiệu của cấp bậc này gồm 5 ngôi sao. Theo truyền thống, các sĩ quan giữ cấp bậc này sẽ được gọi bằng tiền tố "đô đốc" (amiral), tương tự như các cấp bậc Phó đô đốc, đề đốc và phó đề đốc.
Một số chức vụ được chỉ định cho cấp bậc Đô đốc:
- Tham mưu trưởng Quốc phòng;
- Tham mưu trưởng biệt bộ Tổng thống Cộng hòa;
- Chỉ huy trưởng Légion d'honneur;
- Tham mưu trưởng Hải quân;
- Tổng thanh tra Hải quân;
- Tổng trưởng quân đội;
- Tổng trưởng hải quân.